# Manawatu-Wanganui
Manawatu-Wanganui – region administracyjny na nowozelandzkiej Wyspie Północnej.
W 2013 region zamieszkiwały 222 672 osoby, w 2006 było ich 222 423, a w 2001 – 220 089. Region dzieli się na następujące dystrykty:
- Waitomo
- Taupo
- Stratford
- Ruapehu
- Wanganui
- Rangitikei
- Manawatu
- Palmerston North
- Tararua
- Horowhenua